# イブン・マージド
アフマド・イブン・マージド (アラビア語: أحمد بن ماجد بن محمد السعدي النجدي、Ahmad ibn Mājid bin Muhammad as-sa'dī an-najdī) は、1421年生まれでジュルファール(Julfar)出身のイスラーム教徒のアラブ人航海士であり地図製作者である。
ニスバのナジュディー(najdī)は、アラビア半島のナジュド地方を表す。ポルトガル人の間ではalmiranteつまり海軍提督とあだ名され、また「インド洋の教師」と呼ばれた。
彼の生まれた当時のジュルファールは、オマーンに属していた。彼は有名な船乗りの一族に生まれ育ち、17歳の時には既に航海ができるようになっていた。彼はとても有名だったので、最初のアラブ人水夫として知られた。ヒジュラ暦903年（西暦1498年）までには紅海およびペルシア湾および南シナ海における彼の航海知識は、彼の著作を通じて一般的となった。確かなデータは不明だが、イブン・マージドは1500年に死亡したとみられる。
後に西洋でイブン・マージドは、ヴァスコ・ダ・ガマのアフリカからインドへの航海を助けた水先案内人として有名になった。しかしこのテーマについての主な学者であるG.R.ティベッツ(G.R. Tibbetts)は、この主張に異論を唱えている。また、イブン・マージドは約40の詩と散文の著者でもある。

## 名前・呼称
イブン・マージドのフルネームはأحمد بن ماجد بن محمد بن عمر بن فضل بن دويك بن يوسف بن حسن بن حسين بن أبي معلق بن أبي الركايبである。クンヤは”イブン・マージド”ابن ماجدまたは”イブン・アビー・アッ＝ルカーイブ”ابن أبي الركائبである。ラカブ（あだ名）は信仰心にちなんで「シハーブ（流星）」「シハーブ・アル＝ハック（真理の流星）」であった。 また、「アサド・アル＝バハル（海洋の獅子）」「معلم المحيط الهندي（インド洋の教師）」とあだ名された。人名#イスラム教圏の名前も参照のこと。
また、高名となった後、その勇敢さと強さと航海術にたけた船乗りとしての経験から、「シハーブ・アッ＝ディーン（アラビア語: شهاب الدين、Shihab Al Dein、信仰の流星）」とも尊称された。

## 出自
イブン・マージドは自身の出自（ニスバ）について、ティハーマやナジュドやヒジャーズのアドナーン族(英語: adnan)であると語った。
彼の出身地について歴史家たちは相違するが、当時のホルムズ王国の都市ジャルファール出身とする。ナジュドのサーディクのタミーム族出身とする者がいるが、イブン・マージド自身はそう述べてはいない。また、オマーン・スルタン国のザファールとも、イエメンのナジュド出身ともいう。

## 著作
イブン・マージドは、ペルシャ湾からインドや東アフリカやその他の目的地に到達することに役立つような、海洋科学や船の動きについてのいくつかの著作を書いた。
彼のもっとも重要な著作は、1490年に書かれた『航海術の原則と規則の情報についての有用な書』（アラビア語: "مختصر كتاب الفوائد في أصول علم البحر والقواعد ( Kitab al-Fawa’id fi Usul ‘Ilm al-Bahr wa ’l-Qawa’id )"、英語: "Book of Useful Information on the Principles and Rules of Navigation") である。これは航海術百科というべきもので、航海術の歴史と基礎的な原則、月宿、航程線、沿岸航海と外洋航海の違い、東アフリカからインドネシアにかけての港の位置、モンスーンやその他の季節風の計算、台風、その他職業的な船乗りに必要な情報について説明している。彼自身と父親との経験やインド洋の船乗りの何世代にわたる言い伝えが情報源となっている。彼の多くの海洋学の著作の中で、『航海術の原則と規則の情報についての有用な書』は最高傑作の一つとみなされている。

## 業績
アフマド・イブン・マージドは、ヨーロッパ人に知られていなかったアラブの地図を用い、15世紀中ごろにポルトガル人船乗りのヴァスコ・ダ・ガマが最初の完全なヨーロッパ・インド間の海上交易路を完成させるのを手助けをしたと伝えられる。この逸話によってイブン・マージドは西欧で有名であるが、しかしこのテーマについての主な学者であるG.R.ティベッツはその記述に異論を唱えている。
イブン・マージドがヴァスコ・ダ・ガマを手助けしたという最初の記述は、イブン・マージド没後から約50年後の、オスマン朝の歴史家クトブ・アッ＝ディーン(Qutb al Din)によるものである。ティベッツの主張によれば、イブン・マージドがヴァスコ・ダ・ガマをインドへ案内したという記述は誹謗中傷である。なぜならジュルファールに戻る航路の知識をやりとりしていた時にイブン・マージドが酔っ払ったとあるからである。イブン・マージドは信心深いイスラーム教徒である。船長の航海日誌と当時のポルトガル人学者による記述が明白でないため、誰がヴァスコ・ダ・ガマの水先案内人であるかについては議論がある。しかしティベッツによれば、イブン・マージドがヴァスコ・ダ・ガマを案内したという逸話が広まったのは、西洋的な世界史の見方が優勢になった結果であり、歴史的に正確でないという。
「海洋の獅子」と呼ばれた、イブン・マージドの真の業績は、彼が残した航海に関する著作である。アラブ人の航海術はイブン・マージドの生きた時代に最高峰に達した一方で、その当時のヨーロッパ人やオスマン人は、インド洋の地理について限られた知識しか持っていなかった。彼の『海洋の知識と原則の情報の利益』は、天測航法や天候のパターンや危険な海域について述べ、広くアラブ人の船乗りに用いられた。この本と彼の詩作は、この船乗りの真の業績と言えよう。二つの有名なイブン・マージドの手写本は、現在、フランス国立図書館の展示物となっている。